# Post-Vasektomie-Syndrom
Unter dem Begriff Post-Vasektomie-Syndrom oder richtiger Post-Vasektomie-Schmerzsyndrom werden verschiedene chronische Schmerzphänomene und/oder Drucksensationen nach einer Vasektomie (Sterilisation) im Unterleibsbereich des Mannes bezeichnet. Dazu können sowohl Männer mit nur gelegentlich auftretenden ziehenden Beschwerden im Bereich des Hodens als auch schwerste Schmerzzustände gezählt werden. Während es in Deutschland und Österreich Pflicht des Arztes ist, auf dieses Syndrom vor einer Vasektomie aufmerksam zu machen, schreibt das in der Schweiz bislang noch kein Gesetz vor.

## Symptome
Die Symptome eines Post-Vasektomie-Schmerzsyndroms können unmittelbar nach der Vasektomie oder Jahre später auftreten. Sie reichen von leichten Beschwerden, die kaum bemerkt werden, bis zu schweren Schmerzzuständen, die die Lebensqualität erheblich einschränken können.
Symptome können sein:
- Persistierender Schmerz in den Hoden und/oder dem Unterleibsbereich
- Schmerzen in den Leisten bei physischer Anstrengung
- Schmerzen bei einer Erektion, einer Penetration und/oder der Ejakulation
- Erektionsschwierigkeiten

Bei einem operierten Mann kann nur eines oder mehrere bis alle dieser Symptome auftreten.

## Diagnostik
Die Definition des Post-Vasektomie-Schmerzsyndroms, die aber nicht anders vorliegt, ist in der Realität als relativ unscharf und ungenau anzusehen, da in den seltensten Fällen eine dezidierte und systematische Schmerzerfassung erfolgt. Letztlich können in diese Gruppe sowohl Männer mit nur gelegentlich auftretenden ziehenden Beschwerden im Bereich des Hodens, als auch schwerste Schmerzzustände gezählt werden. Wohl deshalb variieren die Zahlen der betroffenen Fälle zwischen einem Prozent und gut vierzehn Prozent.
Das Phänomen ist nicht ausreichend erforscht und es herrscht Uneinigkeit darüber, was genau dafür verantwortlich sein könnte. Je nach Fall können verschiedene Ursachen vorliegen.  Es werden Rückstauprobleme der Spermien im Nebenhoden als Möglichkeit genannt oder eine Verletzung der Nerven in dem Bereich.

## Therapie
Bei einigen Fällen legen sich die Schmerzen nach Monaten bis Jahren von selbst oder mit einer konservativen Therapie (Schmerzmittel, Entspannungsübungen etc.), einigen hilft eine Nachfolgeoperation wie eine Refertilisierung, eine Nebenhodenentfernung oder eine Denervierung. In Extremfällen kommt auch eine Hodenentfernung infrage. Bei einigen Fällen im niederen Prozentbereich bleiben die Schmerzen jahrelang bis ein Leben lang und können die Lebensqualität erheblich einschränken.

## Epidemiologie
Die solideste Studie von Leslie et al., die fast 600 Männer vor und ein halbes Jahr nach einer Vasektomie befragt hat, nennt 14,7 Prozent der vasektomierten Männer, die neue Schmerzen in dem betreffenden Bereich nach dem Eingriff melden. Die Vasektomie-Experten in Deutschland nennen ein bis fünf Prozent. Allgemein gibt die Frage nach der Inzidenz des Phänomens viel Anlass zur Diskussion. Unbestritten ist heute, dass sicher ein Prozent der operierten Männer davon betroffen sind – was in den Europäischen Urologie-Richtlinien festgehalten ist. Eine Metastudie von 2020 kommt zu dem Ergebnis, dass circa 5 Prozent der vasektomierten Männer länger bis ein Leben lang an Schmerzen leiden – und hält auch fest, dass die Zahlen jahrelang zu tief angesetzt waren, unabhängig von der Operationsmethode.